# Милан Шћеповић
Милан Шћеповић Шћепа (Београд) српски је певач.
Певао је у групи Смак од 1989. године, а касније започиње соло каријеру. Почиње да пева са Ацом Лукасом. Победио је 1994. године на Славјанском базару у Белорусији са песмом Поносна земљо моја. Године 1995. објављује свој први и једини албум под називом Шћепа под издавачком кућом ПГП РТС. Заједно са Леонтином отпевао је песму Волимо те отаџбино наша 1997. године.

## Дискографија

### Албуми
- Шћепа (1995)

### Синглови
- Поносна земљо моја (1994)
- Црвена је боја среће (2000)
- Волимо те отаџбино наша (1997)
- Само покушавам да живим са Оливером Драгићевић Скво (2008)